# Кроватыни
Кроватыни — деревня в Усадищенском сельском поселении Волховского района Ленинградской области.

## История
На карте Санкт-Петербургской губернии Ф. Ф. Шуберта 1834 года упоминается деревня Кроватыни и близ неё харчевня.

КРОВАТЫНЬ — деревня принадлежит Казённому ведомству, число жителей по ревизии: 57 м. п., 68 ж. п. (1838 год)

Как деревня Кроватыни она отмечена на карте Ф. Ф. Шуберта 1844 года.

КРОВЯТЫНА — деревня Ведомства государственного имущества, по просёлочной дороге, число дворов — 28, число душ — 60 м. п. (1856 год)

КРОВАТЫНИ — деревня казённая при реке Елошне, число дворов — 28, число жителей: 63 м. п., 57 ж. п. (1862 год)

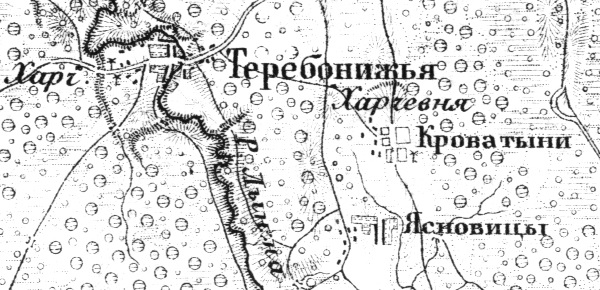
Деревня Кроватыня на карте 1872 года

Согласно карте Ф. Ф. Шуберта 1872 года деревня называлась Кроватыни, на её восточной окраине находилась ветряная мельница.
Сборник Центрального статистического комитета описывал её так:

КРОВАТЫНЯ (КОВАТЫНЯ) — деревня бывшая государственная при речке Елошне, дворов — 36, жителей — 147; ветряная мельница, лавка. (1885 год)

Согласно епархиальным сведениям 1899 года деревня называлась Кроватыни и относилась к приходу Преображенской церкви (ранее Усадище-Спасовской, Михайловского погоста) в селе Заболотье.
В конце XIX — начале XX века деревня административно относилась к Усадище-Спассовской (Усадищской) волости 2-го стана Новоладожского уезда Санкт-Петербургской губернии.
По данным «Памятной книжки Санкт-Петербургской губернии» за 1905 год деревня называлась Кроватыня и входила в Кроватынское сельское общество.
Согласно военно-топографической карте Петроградской и Новгородской губерний издания 1915 года в деревне Кроватыни была ветряная мельница и харчевня.
С 1917 по 1923 год деревня входила в состав Кроватынского сельсовета Усадище-Спасовской волости Новоладожского уезда.
Согласно карте Петербургской губернии издания 1922 года деревня так же называлась Кроватыни.
С 1923 года в составе Охромовщинского сельсовета Пролетарской волости Волховского уезда.
С 1924 года в составе Карпинского сельсовета.
С 1926 года в составе Зеленецкого сельсовета. Согласно данным переписи населения СССР 1926 года в деревне Кровотыни проживали 174 человека — все русские.
С 1927 года в составе Волховского района.
С 1928 года вновь в составе Карпинского сельсовета. В 1928 году население деревни также составляло 174 человека.
Согласно карте Ленинградской области Северо-западного аэрогеодезического треста ГГУ издания 1932 года деревня Кроватыня насчитывала 18 крестьянских дворов, в деревне находилось почтовое отделение, а на её северной окраине — ветряная мельница.
По данным 1933 года деревня называлась Кроватыня и входила в состав Карпинского сельсовета Волховского района.
В 1958 году население деревни составляло 63 человека.
С 1960 года в составе Усадищенского сельсовета.
По данным 1966, 1973 и 1990 годов деревня Кроватыни также входила в состав Усадищенского сельсовета сельсовета.
В 1997 году в деревне Кроватыни Усадищенской волости проживали 4 человека, в 2002 году — 10 человек (русские — 90 %).
В 2007 году в деревне Кроватыни Усадищенского СП — 7 человек.

## География
Деревня расположена в южной части района на автодороге 41К-374 (Подвязье — Кроватыни).
Расстояние до административного центра поселения — 7 км.
Расстояние до ближайшей железнодорожной станции Мыслино — 9 км.
Деревня находится на правом берегу реки Елошня.

## Демография
| 1838 | 1862 | 1885 | 1997 | 2007 | 2010 | 2017 |
| ---- | ---- | ---- | ---- | ---- | ---- | ---- |
| 125  | ↘120 | ↗147 | ↘4   | ↗7   | ↘6   | ↗8   |

### Национальный состав
Согласно данным Всероссийской переписи населения 2021 года в деревне проживали 8 человек, из них: русские — 3 человека, остальные национальность не указали.